# Batalla de Fèsula (406)
La batalla de Fèsula va ser un enfrontament ocorregut l'any 406. S'emmarca dins de la invasió de l'Imperi romà d'Occident realitzada pels gots de Radagais entre els anys 405 i 406.

## Antecedents
L'any 401, Radagais va creuar el Danubi al capdavant d'un exèrcit de vàndals i alans i va envair les províncies de Nòric i Rècia. Estilicó es va dirigir des d'Itàlia per a fer-li front i va poder rebutjar amb èxit la invasió.
En els anys següents, Radagais va aconseguir ser aclamat líder d'un nombrós grup de gots greutungs que fugien dels huns. D'aquesta manera, a la tardor del 405, va tornar a envair l'Imperi Romà d'Occident al capdavant d'aquests gots. Buscant sorprendre les defenses italianes, el rei got no va perdre temps saquejant les províncies de Nòric o Pannònia, encara que els habitants d'aquestes zones van fugir al sud quan van saber de la seva vinguda. El nord d'Itàlia va ser saquejat i es va dispersar una multitud de refugiats en totes direccions. Cap a finals de l'any o inicis del 406, els invasors es van dividir en tres grups dels quals, dos sembla que van abandonar Itàlia mentre que el tercer i major d'ells, va creuar els Apenins i va assetjar Florència per a prendre-la i poder proveir-se. La petita guarnició va resistir heroicament i va detenir als atacants, que es van dedicar a saquejar el fèrtil camp, a tot just 231 quilòmetres al nord de Roma.
La invasió va ser una sorpresa per a les defenses d'Itàlia que no estaven preparades per a detenir-la i Estilicó va necessitar diversos mesos per a organitzar un exèrcit amb l'entitat suficient per a enfrontar-la amb garanties d'èxit.
Per a això, es van cridar a les legions que defensaven el Rin, es va forçar reclutaments a Itàlia i fins i tot es va oferir la llibertat als esclaus que s'allistessin. A més d'aquestes tropes, es va comptar amb la cavalleria alana que havia lluitat del costat romà durant l'anterior invasió de Alaric així com amb els gots que havien abandonat a aquest a la batalla de Verona i van seguir al cabdill Sarus. El general romà també va esperar l'arribada d'un contingent hun dirigit per Uldin qui, a causa del seu enfrontament amb els gots, estava molt interessat a destruir qualsevol exèrcit d'aquest poble que pogués, però sempre evitant enfrontar-se a Alaric.

## Forces enfrontades

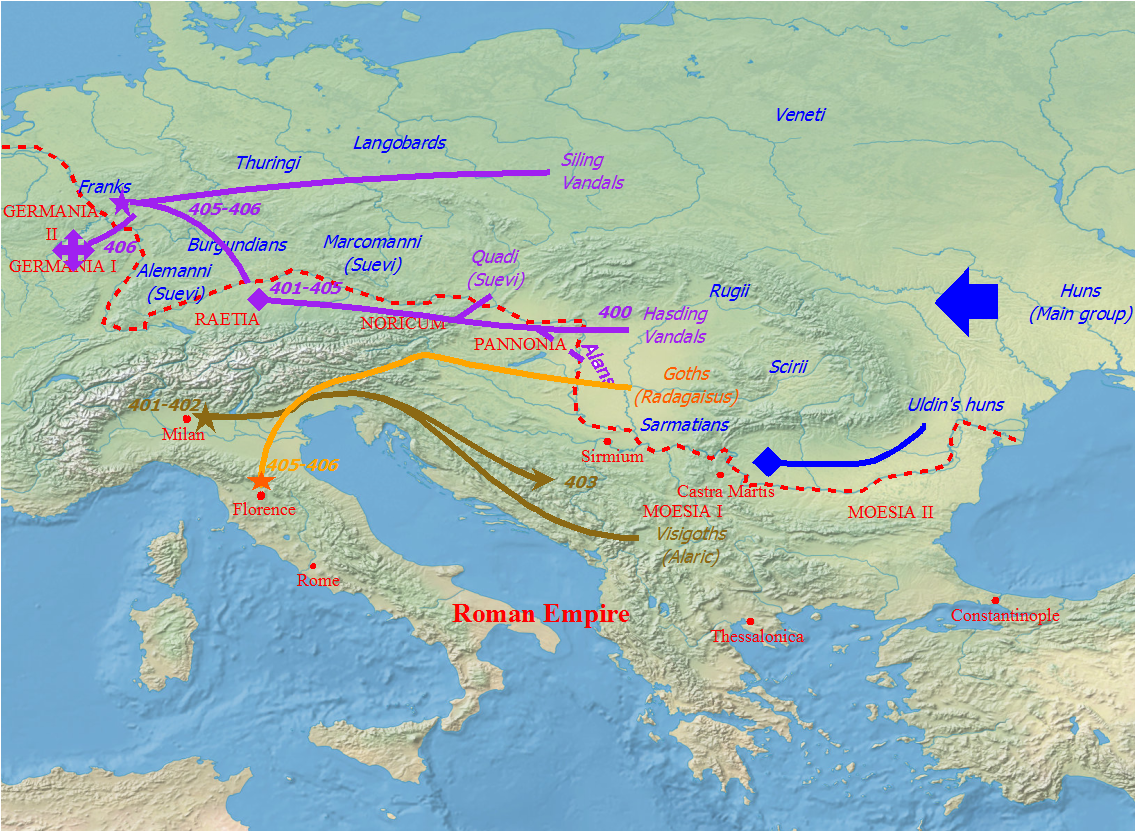
Mapa del territori romà en començar el. Les seves fronteres estan en línies discontínues vermelles i la invasió de Radagais en taronja.

L'exèrcit de Estilicó es componia de tot just 30 numeri, equivalents quinze mil soldats com a mínim o trenta mil homes com a molt; a la pràctica probablement menys de 20.000 comitatenses, després reforçats per auxiliars huns, alans i gots.
Encara que les fonts clàssiques parlen de centenars de milers de guerrers bàrbars, aquest número és considerat avui una exageració. Zòsim diu que van ser més de 400.000 celtes i germans, mentre que Pau Orosi parla de 200.000. Erudits moderns redueixen el seu número a 50.000 o 100.000 guerrers, dones, nens i esclaus. S'assembla molt a les afirmacions de sant Agustí de Hipona de 100.000 invasors. S'ha de tenir en compte que se sol estimar que el 20% de la població total de «un grup bàrbar» estava habilitada per a lluitar, encara que alguns autors eleven la proporció al 25%, tots els homes entre 15 i 50 anys. Com diu un autor: «certament (...) més de 10.000 guerrers».

## Batalla
Una vegada reunit l'exèrcit, Estilicó es va dirigir des de la seva base a Pavía cap al sud per a alliberar Florència. Els gots, davant la seva arribada, van abandonar el lloc i es van refugiar en els pujols de Fèsola, pròximes a la ciutat. Segons Zòsim, el general es va negar a esperar l'atac enemic, va caure sobre ells sorprenentment i els va destrossar.
El general romà va actuar amb prudència ja que volia minimitzar les baixes en un exèrcit reunit amb tantes dificultats. Per això, va evitar un xoc directe i va seguir la mateixa estratègia que en els anteriors enfrontaments contra Alaric: va construir un sistema defensiu que va deixar envoltat als invasors i va esperar que la fam els afeblís. Per a això va portar a milers de vilatans per a ajudar a cavar les trinxeres.
Les tropes de Radagais van intentar diverses vegades trencar el setge però van ser rebutjades per l'exèrcit romà que els va infringir greus pèrdues. Pel que sembla, van ser incursions realitzats per cada banda i en números petits. Igualment, Estilicó va permetre diversos atacs dels huns que van augmentar les baixes entre els assetjats. La batalla es va convertir en un desastre per als gots i s'estima que van morir més d'un terç dels seus efectius. Finalment, van decidir rendir-se als romans. En definitiva, tots van morir o van ser capturats; segons sant Agustí, els romans no van sofrir baixes. Radagais va intentar escapar deixant als seus homes, però va ser capturat.

## Conseqüències
La victòria va ser commemorada amb la construcció d'un arc del triomf. Estilicó va ser aclamat per segona vegada com el «salvador d'Itàlia» i una estàtua en el seu honor es va erigir a les Rostres imperials. No obstant això, malgrat aconseguir detenir la invasió i salvar momentàniament a l'Imperi, la trobada va ser menys decisiva del que semblava, perquè l'exèrcit invasor no va ser completament destruït i les seves restes es van negar a tornar al nord a enfrontar-se als molt més salvatges huns.
Uns 12 000 van ser allistats a l'exèrcit romà i les seves famílies assentades en diverses ciutats d'Itàlia. La resta va ser esclavitzat i Radagais executat el 23 d'agost del 406. L'arribada massiva d'esclaus va fer descendir el preu a tota Itàlia. Respecte dels guerrers reclutats per Estilicó, quan va ser executat el 408, aquests gots es van refugiar amb Alaric, incrementant les seves forces.
Erudits il·lustrats com el comte de Buat i Edward Gibbon van especular, encara que sense cap evidència que ho recolzi, que una part important de la força invasora, composta de vàndals, alans, burgundis i sueus, va aconseguir retirar-se al nord dels Alps i el Danubi per a reaparèixer a la frontera renana, que Estilicó havia desguarnit el 401 per a protegir Itàlia d'Alaric.
No obstant això, no hi ha evidència que recolzi la teoria. La veritat és que una horda va creuar el Rin. Encara que la seva invasió va ser inicialment resistida pels francs i altres foederati, aviat van aconseguir obrir-se pas i devastar la Gàl·lia. Pel que sembla, els desplaçaments dels gots de Radagais, els huns de Uldin o els burgundis indiquen que una massa de població es va desplaçar des dels Carpats cap a l'oest, exercint una gran pressió sobre les tribus frontereres amb Roma. En aquest moment la regió d'Aquitània es va perdre definitivament del control romà. Aquestes invasions van marcar la fi de les barreres ben definides entre bàrbars i romans i el començament de la fi de l'Imperi.
Estilicó va ser acusat de planejar amb els bàrbars la invasió de la Gàl·lia i va ser un de les raons donades per a la seva execució, perquè l'emperador Honori va afirmar que desitjava afeblir a l'Imperi per a coronar al seu fill Euqueri.

###### Antiga
- Agustí d'Hipona. La ciutat de Déu. Libro 5. Versión basada en traducción latín-inglés por Demetrius B. Zema & Gerald G. Walsh, introducción de Etienne Gilson, Washington DC: Catholic University of America Press, 2008. ISBN 9780813215549. Véase versión latina en The Latin Library.
- Código Teodosiano. Libro 7. Versión digitalizada en Ancient Rome. Edición latina de Theodor Mommsen, Berlín: Weidmann, 1905.
- Consularia Italica. Colección moderna de varias listas de los fasti consulares. Edición latina de Theodor Mommsen, Berlín: Weidmann, 1892.
- Chronica Gallica de 452. Una continuación de la Crónica de san Jerónimo. Edición latina en Auctorum antiquissimorum, por Theodor Mommsen, tomo IX de Monumenta Germaniae historica (MGH), Berlín: Weidmann, 1892.
- Jeroni. Crónica. Edición digital en Early Church Fathers. Basada en traducción latín-inglés por Roger Pearse, Ipswich: The Tertullian Project, 2005.
- Olimpiodor de Tebes. Historias (Fragmentos). De la obra original de 22 libros sólo quedan fragmentos.
- Paulí de Milà. Vita sancti Ambrosii. Basada en traducción latín-inglés e introducción de Mary Simplicia Kaniecka, Washington DC: The Catholic University of America, 1928.
- Pau Orosi. Historia contra los paganos. Traducción latín-inglés, introducción y notas por A. T. Fear, 2010, Liverpool University Press. ISBN 9781846312397. Véase Libro 7. Versión en latín de Attalus, basada en edición de Karl Friedrich Wilhelm Zangemeister, 1889, Viena, corregida por Max Bänziger.
- Procopi de Cesarea. Guerra vándala. Libros 3 y 4 de Historia de las guerras. Basada en traducción griego-español por Francisco Javier Gómez Espelosín. Asesoría de Carlos García Gual. Madrid: Editorial Gredos, 2000. ISBN 978-84-249-2276-4.
- Procopio de Cesarea. Historia Arcana. Edición latina en Perseus por Michael Krascheninnikov, Tartu: Mattiesen, volumen 5, 1899.
- Pròsper d'Aquitània. Crónica. En Chronica Minora, el volumen I de Monumenta Germaniae historica (MGH), edición latina de Theodor Mommsen, Berlín: Weidmann, 1892.
- Sòcrates Escolàstic. Historia eclesiástica. Libro 7. Digitalizado en New Advent. Basado en traducción griego-inglés de A.C. Zenos, volumen 2 de Nicene and Post-Nicene Fathers, editado por Philip Schaff y Henry Wace, Búfalo: Christian Literature Publishing Co., 1890. Digitalizado y editado por Kevin Knight.
- Víctor de Vita. Historia de la persecución de la provincia de África en tiempo de Genserico y de Hunérico, reyes de los vándalos. Edició llatina del libro 1, en tomo III de Monumenta Germaniae Historica, por Karl Felix von Halm, Berlin: Hahnsche Buchhandlung, 1879.
- Zòsim. Nueva Historia. Libro 5. Basado en traducción griego-inglés por Ronald T. Ridley, 2017, Brill. ISBN 9789004344587. Véase también versión digitalizada por Tertullian, basada en traducción griego antiguo-inglés por autor anónimo, preparado por J. Davis, Londres: W. Green & T. Chaplin, 1814. Véase versión en español basada en introducción, traducción griego antiguo-español y notas por José María Candau Morón, colaboración de Carlos García Gual y José A. Ochoa Anadón, Madrid: Editorial Gredos, 1992.

###### Inscripcions
- Corpus Inscriptionum Latinarum (CIL). Compilació d'inscripcions llatines iniciada en 1847 per un comitè encapçalat per Theodor Mommsen, organitzada geogràficament i agregant nous descobriments en cada edició.